# Bonxtedtita
La bonxtedtita, també coneguda com a bonshtedtita, és un mineral de la classe dels carbonats. Rep el seu nom en honor de la mineralogista russa Elza Maksimilianovna Bonxtedt-Kupletskaia (1897-1974).

## Característiques
La bonxtedtita és un carbonat de fórmula química Na₃Fe2+(CO₃)(PO₄). Cristal·litza en el sistema monoclínic. Els cristalls són tabulars, allargats al llarg de [010], amb les cares {210}, {101} i {111} ben desenvolupades, mesuren fins a 5 mm; i també en forma d'agregats de gra fi. La seva duresa a l'escala de Mohs és 4. Està relacionada estructuralment amb la bradleyita.
Segons la classificació de Nickel-Strunz, la bonxtedtita pertany a «05.BF - Carbonats amb anions addicionals, sense H₂O, amb (Cl), SO₄, PO₄, TeO₃» juntament amb els següents minerals: ferrotiquita, manganotiquita, northupita, tiquita, bradleyita, crawfordita, sidorenkita, daqingshanita-(Ce), reederita-(Y), mineevita-(Y), brianyoungita, filolitita, leadhil·lita, macphersonita i susannita.

## Formació i jaciments
La bonxtedtita es forma en filons associats amb carbonat alcalí afectats per metasomatisme de massissos alcalins. Va ser descoberta a la vall del riu Vuonnemiok i al massís Kovdor, ambdós al Massís de Khibini situat a la península de Kola (óblast de Múrmansk, Rússia), regió en què posteriorment ha estat trobada en molts indrets. A més, també ha estat trobada a la pedrera Poudrette, al Mont Sain-Hilaire, a Montérégie (Quebec, Canadà).
Sol trobar-se associada amb altres minerals com: Shortita, termonatrita, eitelita, neighborita, trona, burbankita, barentsita, siderita i aegirina.